# Ludo Sanders
Ludo Sanders, volledige naam Ludovic Isaak Sanders, is een van de vaste personages uit de Nederlandse soapserie Goede tijden, slechte tijden, dat zijn intrede deed in seizoen 6 (1996). Hij is een keiharde zakenman, maar heeft een groot hart voor zijn familie. 
Vanaf het eerste moment dat Ludo verschijnt in Meerdijk ontpopt hij zich als een gewiekste slechterik die echter af en toe ook goede kanten laat zien, vooral ten aanzien van zijn geliefden. Hij is van veel markten thuis: zo spreekt hij bijvoorbeeld vloeiend Zweeds en Italiaans.

## Verhaallijnen

### Voorgeschiedenis
In het begin werd Ludo geprofileerd als iemand met een duister verleden waarover hij het liever niet wilde hebben. Gaandeweg werd er steeds meer over hem bekend. Ludo blijkt gedurende zijn hele jeugd zwaar te zijn mishandeld door zijn vader Maximiliaan. Zijn moeder is op jonge leeftijd overleden. Ludo's jongere broer Marcus was Maximiliaans oogappel. Ludo heeft ook een zus, Maxime, die uit huis geplaatst werd nadat de 13-jarige Ludo haar had neergeschoten. Het schot was eigenlijk bedoeld voor Maximiliaan.
Op zijn 18e heeft Ludo Maximiliaans zwarte geld gestolen en is van huis weggelopen. Hij ging kunstgeschiedenis studeren, en tijdens zijn studie leerde hij Sophia Eijsink kennen. Ze trouwden en kregen een zoon, Stefano. Destijds niet wetende dat Stefano eigenlijk verwekt is door Ludo zijn eigen vader en dat Stefano daardoor dus zijn broer is in plaats van zoon. Een bomaanslag maakte ogenschijnlijk een einde aan de levens van Sophia en Stefano en veranderde Ludo voorgoed. In de veronderstelling dat zijn vrouw en kind dood waren, richtte Ludo zich alleen nog op de harde zakenwereld.
Nadat Ludo zijn studie kunstgeschiedenis had voltooid, fungeerde hij een tijdlang als kunstkenner in Italië. Eveneens deed hij zaken met maffiosi. Begin jaren negentig sluit hij die periode af en komt dan als een rijk man naar Meerdijk.

### Verhaallijnen in de serie
Ludo werkt onder andere bij Van Houten International als interrimmanager. Ook heeft hij een schilderijencollectie en werkt hij als zelfstandig ondernemer. Hij ging in seizoen 8 voor het eerst failliet doordat Dian Alberts, Bowien Galema en Huib van Groeningen tegen hem samenspanden. Nadat Ludo Dian en Huib de stuipen op het lijf joeg zodat ze vluchtten, sloeg hij ten koste van Bowien een financiële slag en richtte Sanders Art Consultancy op.
Ludo richtte ook Sanders Incorporated op. Verder nam hij diverse bedrijven van anderen in Meerdijk over, waaronder De Koning. Uiteindelijk koopt Jef Alberts De Koning weer terug.
Ludo kan maar weinig mensen in zijn hart sluiten en neemt de meeste vrouwen die zijn pad kruisen überhaupt niet serieus. Zo speelt hij spelletjes met Jessica Harmsen en Dian Alberts en gaat hij vreemd met Bowien Galema. Alleen met Janine Elschot heeft hij een ware knipperlichtrelatie: ze zijn meerdere malen getrouwd en steeds weer gescheiden. Met Janine heeft Ludo sinds seizoen 8 (1997) een dochter, Nina. Ludo's overspel met Bowien leidt tot zijn eerste breuk met Janine. Ludo wordt er na zijn faillissement door zijn omgeving van verdacht Huib uit wraak te hebben vermoord. Uiteindelijk komt er via de rechter een omgangsregeling tussen hem en Janine met betrekking tot Nina.
Terwijl Ludo jarenlang dacht dat zijn eerste vrouw en zoon dood waren, bracht Maximiliaan Stefano en Sophia onder bij de Italiaanse maffia, terwijl hij Ludo in de waan liet. Aan het eind van seizoen 9 (1999) komt Ludo erachter dat Stefano nog leeft, doordat Stefano de ontvoerder van Nina blijkt te zijn. In Italië weet Ludo te regelen dat Stefano wordt weggehaald bij zijn adoptievader Oliviero. Tijdens zijn verblijf in Italië raakt Ludo een tijdlang verlamd aan zijn benen. Nadat Stefano zich definitief in Meerdijk heeft gevestigd, krijgt hij op zijn beurt een relatie met Bowien Galema. Nadat Bowien door Ludo's schuld in Finland om het leven komt, gaat Janine opnieuw bij Ludo weg. Stefano heeft in deze tijd een tijdelijke relatie met Janine. Hierna liggen Ludo en Stefano lange tijd zwaar in de clinch. Het blijkt ook dat Lucas, van wie Ludo eerst dacht dat het zijn eigen zoon was, de zoon is van Stefano en Janine. De strijdbijl tussen Stefano en Ludo wordt uiteindelijk weer begraven. Later komt uit dat Stefano in werkelijkheid een andere zoon is van Maximiliaan, die Sophia heeft verkracht. Ludo's werkelijke zoon Nick groeide op in een pleeggezin en staat jaren later bij Ludo op de stoep. Ludo weigert Nick in eerste instantie te erkennen.
Ludo moet de erfenis van zijn vader delen met Marcus, die echter totaal geen verstand heeft van zakendoen en vooral een levensgenieter is. De erfenis is er dankzij Marcus dan ook al gauw doorheen gejaagd.
Ludo heeft een kortstondige relatie met Meike Griffioen, als hij heeft gebroken met Janine en Stefano. Meike raakt zwanger van Ludo, maar krijgt een miskraam. Hierop gaan de twee uit elkaar.
Roxy Belinfante, die door Ludo wordt ingehuurd om het bedrijf van Ludo's broer Marcus te ruïneren, grijpt dit aan om wraak te nemen op Ludo zelf, die ze verantwoordelijk houdt voor de dood van haar zus Floor. Wanneer ze erachter komt dat de dood van haar zus niet Ludo's schuld is, krijgt ze romantische gevoelens voor hem. Ludo is echter alleen uit op wraak. Uiteindelijk wordt Ludo tijdelijk blind door toedoen van Roxy.
Martine Hafkamp, Yasmin Fuentes en Isabella Kortenaer weten Ludo weer failliet te krijgen en betrekken Nina hierin. Hafkamp wordt door Ludo onschuldig veroordeeld, ontvoerd en na een confrontatie het land uit gezet.
Ludo wordt aan het eind van seizoen 16 (2006) het slachtoffer van een moordspel dat door Bing Mauricius, Morris Fischer, Jef Alberts en Barbara Fischer was opgezet. Hierdoor schiet Janine hem per abuis neer met echte kogels in plaats van verfkogels. Het heeft er alle schijn van dat Ludo dood is en er vindt een crematie plaats. Later blijkt Ludo toch nog in leven te zijn en hij wil zich wreken. Hij ontvoert Barbara, Robert Alberts, Bing Mauricius, Sjors Langeveld en Morris Fischer en sluit hen op in een boot, die hij laat vollopen met water, net zolang totdat de dader (Morris) zich meldt.
Ludo had zijn zus Maxime jarenlang uit zijn geheugen verbannen, totdat hij tijdens een therapiesessie weer aan haar herinnerd wordt. Tijdens een persconferentie waar Janine alles aan het licht bracht, herkende een vrouw zich in het profiel van Ludo's zus. Ludo en Maxime verzoenen zich en Maxime trekt bij Ludo in. Na een conflict vertrekt Maxime echter weer en ze koopt het oude huis van Janine.
Het blijkt dat Ludo ook nog een tweede dochter heeft. Ook van Amy Kortenaer dacht hij jarenlang dat ze dood was. Amy's moeder Isabella had Amy's dood in scène gezet, zodat ze een leven zonder Ludo kon leiden. Ludo dringt erop aan dat Isabella de voogdij ook aan hem geeft. Net als Ludo Isabella heeft overgehaald, krijgt Isabella een ongeluk waardoor ze in coma raakt. Als ze weer bijkomt, blijkt dat ze een dodelijke infectie heeft opgelopen en op sterven ligt. Isabella laat voordat ze sterft de voogdijpapieren tekenen. Maxime heeft de voogdijpapieren vervalst waardoor zij degene is die de voogdij krijgt over Amy. Uiteindelijk neemt Ludo later al het bezit van Maxime weer af inclusief het voogdijschap, in de veronderstelling dat Maxime geprobeerd heeft om Janine te vermoorden. In werkelijkheid had Nick dat laatste gedaan, om Maxime voor het blok te zetten.
In het seizoen van 2014 wordt Ludo gechanteerd. Hij denkt eerst dat Reinier Veltman hierachter zat. In aflevering 5026 (van 24 november 2014) blijkt Nick de echte chanteur te zijn.
Aan het eind van seizoen 25 (2015) wordt Ludo tijdens het kleiduivenschieten per ongeluk neergeschoten door Bing, de nieuwe vriend van Nina. Hij komt er weer bovenop dankzij een niertransplantatie van zijn zus Maxime.
In de afleveringen van maart 2017 duikt Martine Hafkamp opnieuw op in Meerdijk. In de maanden voor haar terugkomst heeft zij gezorgd dat Ludo alles weer kwijt is geraakt. Zijn villa en inboedel werden verkocht om de schuldeisers te betalen. Uiteindelijk heeft Ludo zijn zakenleven toch weer opgepikt, om enkele onderdelen van Sanders Inc. over te kopen van Bill Norris, die hij weer had overgenomen van Martine. De villa die Ludo al jaren toebehoorde is ook aan Bill verkocht, maar daarna nooit meer overgenomen door Ludo.
Ludo en Janine wonen vervolgens een jaar lang in een kleine flatwoning, die voorheen van Linda Dekker was. Aan het eind van seizoen 28 (juni 2018) zijn ze verhuisd naar een nieuwe villa die enigszins kleiner is dan de vorige. Tevens helpt hij Aysen Baydar met haar undercover operatie tegen Billy de Palma. Billy biecht later op dat ze verliefd is op Ludo en alles wil doen om hem weg bij Janine te krijgen. Uiteindelijk trouwt Ludo met Billy de Palma, dit omdat ze beide gechanteerd worden door Carmen Vermeer die onder een hoedje speelt met psychiater Rob Bekkers die achter Janine aanzit. Nadat Carmen en Rob zijn uitgeschakeld, wordt het huwelijk beëindigd.
Ludo ontfermt zich over de teruggekeerde Valentijn; hij brengt zijn kleinzoon structuur en liefde voor kunst bij. Ze verblijven tijdelijk in de Rozenboom omdat Ludo zijn huis beschikbaar heeft gesteld aan Janine bij wie er borstkanker is vastgesteld. Ludo gelooft niet dat het nog goed komt tussen hem en Janine, maar dat verandert wanneer hij als anonieme investeerder de modeshow voor vrouwen met kanker bezoekt.
Dankzij Valentijn krijgt Ludo een verloren gewaand schilderij terug dat bij het grofvuil lag; de Lord Kingsley. Henk Visser had het schilderij in zijn bezit, maar wil het terug om de schulden van zijn dochter en schoonzoon te betalen. Ludo weigert daarop in te gaan; hij laat de Lord Kingsley restaureren door Amelie Hendrix die in opdracht van Valentijn een kopie maakt voor Henk. Die kopie wordt echter een vervalsing doordat Valentijn er een handtekening aan toevoegt. Als Ludo ziet dat 'zijn' Lord Kingsley online te koop wordt aangeboden door een zekere Margreet Bloemendaal laat hij 'haar' opsporen, en als hij aanbelt doet Henk open. Ludo komt de waarheid te weten; hij laat de vervalsing ophalen, maar Henk heeft het aan zijn kleindochter, Merel, meegegeven en verwisseld voor een cartoontekening. Ludo krijgt het alsnog in handen door Henk te chanteren met een familiegeheim.
Ondertussen ligt Janine in het ziekenhuis voor haar borstoperatie; Ludo wil haar opvrolijken door een schilderij (L' Absence) te kopen, maar wordt steeds overboden door concurrent Richard van Nooten. Amelie, net niet ontslagen na haar betrokkenheid bij de vervalsing, zorgt ervoor dat het schilderij in bezit komt van Ludo. Richard slaat echter terug door Valentijn in dienst te nemen en hem om de inloggegevens van Ludo's veilinghuis te vragen. Via Amelie komt Ludo erachter waar Valentijn mee bezig is en neemt hij maatregelen; hij maakt Richard en Valentijn - los van elkaar - duidelijk dat hun samenwerking voorbij is. 
Ondertussen is het huwelijk van Nina en Bing op een vechtscheiding uitgelopen; Janine weet hen uiteindelijk zover te krijgen dat ze een omgangsregeling treffen, maar Ludo is het er niet mee eens en zorgt ervoor dat de strijd weer oplaait. Hij dreigt Bing voor de rechter te slepen vanwege diens vele misstappen, en neemt de bezittingen van Nina over waardoor zij recht heeft op alimentatie. Pas nadat de kleinkinderen zijn weggelopen en zich in Ludo's  huis hebben verstopt verloopt de scheiding alsnog in goed overleg.
Op het moment dat Janine het ziekenhuis heeft verlaten, heeft Ludo een grote verrassing: hij heeft een nieuw huis voor hun beiden gekocht, dat groter is dan hun voorgaande villa en meer in stijl met het huis daarvoor. Maar dat schilderij heeft een hoop narigheid bezorgt en de strijd met Van Nooten wordt steeds erger. Valentijn dringt het depot waar het schilderij opgeslagen is binnen en gaat uiteindelijk met het schilderij ervandoor. Het busje waar Valentijn in zat wordt teruggevonden in Duitsland en Valentijn zelf gaat naar Muiden, waar hij een video opneemt die hij zowel naar Ludo als naar Richard stuurt. Valentijn besluit met het schilderij naar Engeland te gaan en gaat mee op een vissersboot die regelmatig naar Engeland vaart. Ludo komt net op tijd en springt op de boot, waar hij Valentijn ziet. Na een behoorlijke ruzie besluit Ludo aan de schipper te vragen met de boot terug naar Nederland te gaan, maar Valentijn houdt hem tegen en slaat Ludo in één klap overboord, waarna hij niet meer boven komt. Een zoekactie wordt gestart, maar uiteindelijk wordt ervan uitgegaan dat Ludo niet meer in leven is. Hij wordt officieel doodverklaard en er wordt door familie en vrienden een herdenking gehouden. Echter, na weken vermist te zijn geweest, blijkt een verwilderde Ludo nog in leven te zijn. Hij bevond zich de voorbije weken op een verlaten booreiland, waar hij probeerde te overleven door water te drinken en oud brood te eten en tevergeefs enkele pogingen deed om van het boorplatform te ontsnappen. Als er dan een raaf binnenkomt vliegen geeft Ludo hem de naam Uccello. Zo is Ludo toch niet helemaal alleen.
Het briefje dat Ludo om het pootje van raaf Uccello heeft gewikkeld, wordt door iemand gevonden. Het nieuws bereikt ook Janine, die nauwelijks kan bevatten dat haar liefdespartner misschien nog wel in leven is. Samen met Leon stapt ze een helikopter in om naar het verlaten booreiland te vliegen. Daar ziet ze Ludo (levend) op de grond liggen. Als Ludo met spoed naar het ziekenhuis wordt gebracht gaat het slecht met hem. Hij is o.a. ondervoed en de kans is klein dat hij het overleeft. Als Nina, Lucas en Janine in zijn kamer zijn valt Nina het op dat Ludo knippert. Dan ontwaakt Ludo tot vreugde van de familie Sanders. Als Ludo eenmaal weer thuis is gedraagt hij zich raar.  Hij heeft weinig trek en amper behoefte om mensen te zien. Ook wil hij zich niet scheren en ontwijkt steeds alle vragen over het booreiland. En hij lijkt nauwelijks interesse in Janine te hebben, maar meer hoe het met Uccello gaat. En Ludo doet zelfs in de tuin een poging om Uccello terug te roepen. 
Als Ludo in de tuin zit, hoort hij een raaf. Ludo is helemaal in zijn nopjes en is er zeker van dat dat Uccello is. Ludo koopt zelfs een kooi voor hem, en praat met de raaf (Het is niet zeker dat het echt om Uccello gaat). Hij stuurt zelfs Janine weg omdat hij privacy met de raaf wil. Janine maakt zich ernstige zorgen om haar man.
Ludo wil zijn oude leven oppakken, maar er staat hem een onaangename verrassing op te wachten; Richard en Billy hebben het veilinghuis op slinkse wijze van Nina overgekocht nadat zij door hun wraakacties in de schulden was geraakt. Ludo wordt uitgenodigd voor de opening van veilinghuis Palmnoot; tegen het advies van Janine in gaat hij er stiekem heen om terug te komen met een schilderij van Maxime. De volgende dag treft Richard Ludo weer strak in pak aan; Ludo geeft toe dat Richard gewonnen heeft en is bereid om af te zien van terugkoop van het veilinghuis op voorwaarde dat Richard hem voortaan met rust laat. Als Richard zegt dat hij juist wil doorgaan met zijn wraakplannen houdt Ludo hem onder schot. Richard brengt het er levend vanaf zonder de kans te hebben benut om ter plekke met Ludo af te rekenen en vindt er op deze manier geen lol meer aan.
Na deze gebeurtenis is Ludo zakelijk gezien weer te oude, maar op emotionele vlak nog lang niet; hij verkracht Janine en krijgt weer een klap te verwerken wanneer hij Uccello dood aantreft. 
Nadat Ludo tijdens Valentijns rechtszaak het vertrouwen van zijn kleinzoon terugwint hervat hij de strijd met Billy en Richard om het veilinghuis. Hij probeert hen op te laten draaien voor het tentoonstellen van een gestolen Japanse prent die in het depot is gevonden, maar Richard komt al snel achter de waarheid en geeft Ludo de prent terug met de waarschuwing dat de politie is gebeld. Ludo weet de politie te misleiden wanneer zijn huis wordt doorzocht; hij heeft de prent onder zijn jas verstopt en gooit hem naderhand in het vuur met als reden dat de kunstwereld niet meer de zijne is.
Ludo gaat in therapie bij Ellis Boekhorst; hij drinkt hallucinerende thee en moet voor een nacht terug naar het booreiland. Het leidt ertoe dat Ludo weer verder kan en nieuwe ambities nastreeft; hij neemt de stoeterij over waar hij Pegasus had ondergebracht nadat hij niet meer tot het paard wist door te dringen. Janine denkt dat het een vlucht is omdat Billy en Richard het veilinghuis hebben afgepakt en heeft een tegenoffensief opgezet waarbij ook Richard's ex Indra Kalhoven betrokken is. Dit leidt ertoe dat Billy Richard op straat zet wegens overspel en het veilinghuis in de verkoop gooit. Nadat Janine wordt uitgelachen en vernederd vanwege haar voorstel om het veilinghuis terug te geven aan Ludo besluit ze alles op te biechten. Ludo is woedend, maar als Janine hem vertelt dat ze vanuit zijn geest heeft gehandeld komt het weer goed. De volgende dag komt Indra langs om hen te waarschuwen dat Richard alles weet en haar geld in beslag heeft genomen. Ludo vraagt Richard om uit Meerdijk te vertrekken, maar zijn verzoek wordt niet serieus genomen. Janine daarentegen weet Billy ervan te overtuigen dat de strijd moet stoppen; Ludo gaat akkoord al kijkt hij wel verbaasd op wanneer Richard toegeeft Uccello te hebben vermoord. Ludo heeft er echter een vijand voor teruggekregen; Leon Rinaldi is ontslagen vanwege zijn aandeel in Janines wraakactie en klopt bij Richard aan met een vuistdik dossier dat de ondergang van zijn voormalige werkgever kan betekenen. Richard slaat het aanbod wijselijk af.

## Relaties
- Juliana (jeugdliefde)
- Sophia Eijsink (huwelijk, 1977–78; officieel gescheiden in 2002)
  - Nick Sanders (zoon, 1978)
- Dian Alberts (affaire, 1996)
  - Jeffrey Alberts (doodgeboren zoon, 1996)
- Janine Elschot (affaire, 1996)
- Jessica Harmsen (relatie, 1996)
- Janine Elschot (relatie/huwelijk, 1997–1998; officieel gescheiden in 1999)
  - Nina Sanders (dochter, 1997)
- Bowien Galema (affaire, 1997)
- Bowien Galema (relatie, 1998)
- Janine Elschot (relatie, 1999–2000)
- Bowien Galema (affaire, 2000)
- Cleo de Wolf (relatie, 2000-2001)
- Meike Griffioen (relatie/verloofd, 2001)
- Janine Elschot (relatie/huwelijk, 2002)
- Roxy Belinfante (relatie, 2003)
- Isabella Kortenaer (one-night-stand, 2003)
  - Amy Kortenaer (dochter, 2003)
- Barbara Fischer (relatie, 2004)
- Valerie Fischer (relatie, 2004–2005)
- Janine Elschot (relatie, 2005–2007)
- Lies de Weerdt (relatie, 2009)
- Irene Huygens (relatie, 2009–2010)
- Janine Elschot (relatie/huwelijk, 2010–2013)
- Julia Loderus (relatie, 2013)
- Janine Elschot (latrelatie, 2016)
- Malena Blanco (relatie, 2016)
- Janine Elschot (relatie, 2016–2019)
- Billy de Palma (schijnhuwelijk, 2019)
- Janine Elschot (relatie, 2020-2025)